# Kryptos

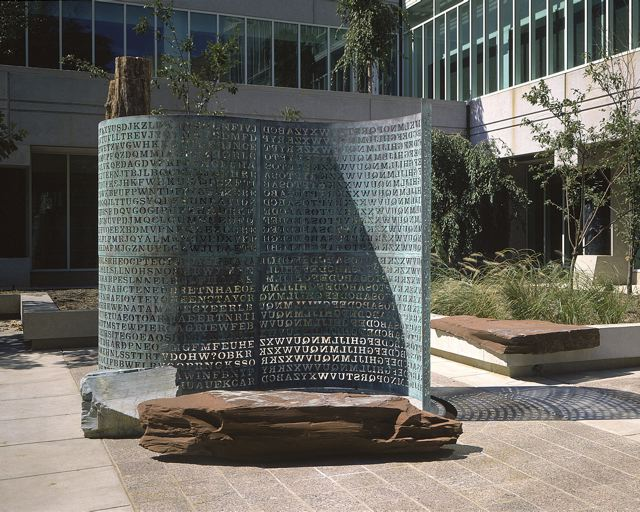
Kryptos presso la Central Intelligence Agency a Langley, Virginia

Kryptos (dal greco antico κρυπτός?, kryptós, "nascosto") è una scultura dell'artista statunitense Jim Sanborn collocata nel quartier generale della CIA (Central Intelligence Agency) a Langley in Virginia.
Dalla sua posa avvenuta il 3 novembre 1990 vi sono state molte speculazioni circa il significato del messaggio crittografato contenuto nella scultura; è spunto di riflessione, di scambio e di distrazione per gli impiegati della CIA ed altri crittoanalisti impegnati a decifrarne il messaggio.

## Descrizione
La parte principale dell'opera è fatta di granito rosso, ardesia rossa e verde, quarzo bianco, legno pietrificato, magnetite e rame; si trova nel lato nord-ovest del cortile della nuova sede della CIA, all'esterno della caffetteria.
Il tema della scultura è intelligence gathering (una traduzione possibile è raccolta di intelligenza).
La forma principale è una S disposta verticalmente che evoca un tabulato che fuoriesce da una stampante oppure lo schermo di un computer su cui scorre del testo. Il contenuto è cifrato e consiste nei 26 caratteri standard dell'alfabeto latino-americano e il punto interrogativo. Il testo contiene quattro messaggi distinti, ognuno codificato con un cifrario differente.
Oltre alla scultura principale, Sanborn ha disposto altre sculture minori sparse per il complesso della CIA, quali delle lastre di granito con un interstizio di rame dove sono incisi dei messaggi in codice morse; una di queste comprende anche una bussola. Altri elementi della medesima opera consistono in un giardino con un laghetto ed una serie di altre lastre prive di incisioni.
Il costo della scultura è stato di 250000 $.

## Messaggi cifrati
Il testo cifrato sulla metà della scultura principale contiene 869 caratteri, tuttavia Sanborn, durante l'aprile del 2006, ha informato che una lettera era mancante; ciò porterebbe il numero delle lettere nella porzione principale a 870. Nella seconda metà della scultura è presente invece un cifrario di Vigenère di 869 caratteri contando anche gli spazi.
Sanborn ha lavorato al sistema crittografico della scultura con un impiegato della CIA prossimo alla pensione, Ed Scheidt, direttore del CIA Cryptographic Center; Sanborn rivelò che la scultura contiene un enigma all'interno degli enigmi che sarà risolvibile unicamente dopo che i quattro passaggi cifrati saranno decodificati. Disse inoltre che l'intera soluzione è stata data al direttore della CIA William H. Webster al momento della posa della scultura; in un'intervista concessa a wired.com nel gennaio del 2005, Sanborn rettificò quanto precedentemente dichiarato, dicendo che Webster in realtà non ha l'intera soluzione. Sanborn ha comunque confermato che la seconda parte del messaggio cifrato contiene: “Who knows the exact location? Only WW” (“Chi conosce l'esatta posizione? Solo WW”) dove “WW” si riferisce proprio a William Webster.

## Trascrizione
| EMUFPHZLRFAXYUSDJKZLDKRNSHGNFIVJ YQTQUXQBQVYUVLLTREVJYQTMKYRDMFD VFPJUDEEHZWETZYVGWHKKQETGFQJNCE GGWHKK?DQMCPFQZDQMMIAGPFXHQRLG TIMVMZJANQLVKQEDAGDVFRPJUNGEUNA QZGZLECGYUXUEENJTBJLBQCRTBJDFHRR YIZETKZEMVDUFKSJHKFWHKUWQLSZFTI HHDDDUVH?DWKBFUFPWNTDFIYCUQZERE EVLDKFEZMOQQJLTTUGSYQPFEUNLAVIDX FLGGTEZ?FKZBSFDQVGOGIPUFXHHDRKF FHQNTGPUAECNUVPDJMQCLQUMUNEDFQ ELZZVRRGKFFVOEEXBDMVPNFQXEZLGRE DNQFMPNZGLFLPMRJQYALMGNUVPDXVKP DQUMEBEDMHDAFMJGZNUPLGEWJLLAETG | ABCDEFGHIJKLMNOPQRSTUVWXYZABCD AKRYPTOSABCDEFGHIJLMNQUVWXZKRYP BRYPTOSABCDEFGHIJLMNQUVWXZKRYPT CYPTOSABCDEFGHIJLMNQUVWXZKRYPTO DPTOSABCDEFGHIJLMNQUVWXZKRYPTOS ETOSABCDEFGHIJLMNQUVWXZKRYPTOSA FOSABCDEFGHIJLMNQUVWXZKRYPTOSAB GSABCDEFGHIJLMNQUVWXZKRYPTOSABC HABCDEFGHIJLMNQUVWXZKRYPTOSABCD IBCDEFGHIJLMNQUVWXZKRYPTOSABCDE JCDEFGHIJLMNQUVWXZKRYPTOSABCDEF KDEFGHIJLMNQUVWXZKRYPTOSABCDEFG LEFGHIJLMNQUVWXZKRYPTOSABCDEFGH MFGHIJLMNQUVWXZKRYPTOSABCDEFGHI  |
| ENDYAHROHNLSRHEOCPTEOIBIDYSHNAIA CHTNREYULDSLLSLLNOHSNOSMRWXMNE TPRNGATIHNRARPESLNNELEBLPIIACAE WMTWNDITEENRAHCTENEUDRETNHAEOE TFOLSEDTIWENHAEIOYTEYQHEENCTAYCR EIFTBRSPAMHHEWENATAMATEGYEERLB TEEFOASFIOTUETUAEOTOARMAEERTNRTI BSEDDNIAAHTTMSTEWPIEROAGRIEWFEB AECTDDHILCEIHSITEGOEAOSDDRYDLORIT RKLMLEHAGTDHARDPNEOHMGFMFEUHE ECDMRIPFEIMEHNLSSTTRTVDOHW?OBKR UOXOGHULBSOLIFBBWFLRVQQPRNGKSSO TWTQSJQSSEKZZWATJKLUDIAWINFBNYP VTTMZFPKWGDKZXTJCDIGKUHUAUEKCAR  | NGHIJLMNQUVWXZKRYPTOSABCDEFGHIJL OHIJLMNQUVWXZKRYPTOSABCDEFGHIJL PIJLMNQUVWXZKRYPTOSABCDEFGHIJLM QJLMNQUVWXZKRYPTOSABCDEFGHIJLMN RLMNQUVWXZKRYPTOSABCDEFGHIJLMNQ SMNQUVWXZKRYPTOSABCDEFGHIJLMNQU TNQUVWXZKRYPTOSABCDEFGHIJLMNQUV UQUVWXZKRYPTOSABCDEFGHIJLMNQUVW VUVWXZKRYPTOSABCDEFGHIJLMNQUVWX WVWXZKRYPTOSABCDEFGHIJLMNQUVWXZ XWXZKRYPTOSABCDEFGHIJLMNQUVWXZK YXZKRYPTOSABCDEFGHIJLMNQUVWXZKR ZZKRYPTOSABCDEFGHIJLMNQUVWXZKRY ABCDEFGHIJKLMNOPQRSTUVWXYZABCD |

## Risolutori
La prima persona che pubblicamente ha annunciato di aver risolto le prime tre sezioni – nel 1999 – è stato James Gillogly, un esperto di informatica della California meridionale, che ha decifrato 760 caratteri (772 meno 3 punti di domanda e “XLAYERTWO”). La porzione che non riesce a risolvere (circa 97 / 98 caratteri) è la stessa parte che ha bloccato i crittoanalisti del governo. Dopo l'annuncio di Gillogly la CIA ha informato che il suo analista David Stein è giunto alla medesima soluzione utilizzando unicamente carta e penna ma che l'informazione è stata tenuta confidenziale all'interno dell'agenzia e non ne è stato dato quindi un annuncio pubblico.
Anche la National Security Agency (NSA) ha sostenuto di essere arrivata ad una soluzione tramite un team diretto da Ken Miller, con Dennis McDaniels ed altre due persone il cui nome non è stato reso noto; tramite un computer l'NSA ha decodificato le parti da 1 a 3 nel tardo 1992 ma anche loro sono stati bloccati dalla quarta parte.
Il Dipartimento di Matematica dell'Università della California, San Diego (UCSD) ha proposto questa soluzione:

### Prima sezione (inizio del pannello 1)
| EMUFPHZLRFAXYUSDJKZLDKRNSHGNFIVJ YQTQUXQBQVYUVLLTREVJYQTMKYRDMFD ... |

### Seconda sezione (fine del pannello 1)
| ... VFPJUDEEHZWETZYVGWHKKQETGFQJNCE GGWHKK?DQMCPFQZDQMMIAGPFXHQRLG TIMVMZJANQLVKQEDAGDVFRPJUNGEUNA QZGZLECGYUXUEENJTBJLBQCRTBJDFHRR YIZETKZEMVDUFKSJHKFWHKUWQLSZFTI HHDDDUVH?DWKBFUFPWNTDFIYCUQZERE EVLDKFEZMOQQJLTTUGSYQPFEUNLAVIDX FLGGTEZ?FKZBSFDQVGOGIPUFXHHDRKF FHQNTGPUAECNUVPDJMQCLQUMUNEDFQ ELZZVRRGKFFVOEEXBDMVPNFQXEZLGRE DNQFMPNZGLFLPMRJQYALMGNUVPDXVKP DQUMEBEDMHDAFMJGZNUPLGEWJLLAETG |

### Sezione 3 (inizio del pannello 2)
| ENDYAHROHNLSRHEOCPTEOIBIDYSHNAIA CHTNREYULDSLLSLLNOHSNOSMRWXMNE TPRNGATIHNRARPESLNNELEBLPIIACAE WMTWNDITEENRAHCTENEUDRETNHAEOE TFOLSEDTIWENHAEIOYTEYQHEENCTAYCR EIFTBRSPAMHHEWENATAMATEGYEERLB TEEFOASFIOTUETUAEOTOARMAEERTNRTI BSEDDNIAAHTTMSTEWPIEROAGRIEWFEB AECTDDHILCEIHSITEGOEAOSDDRYDLORIT RKLMLEHAGTDHARDPNEOHMGFMFEUHE ECDMRIPFEIMEHNLSSTTRTVDOHW?... |

Forse è una parafrasi in riferimento a una citazione attribuita a Howard Carter sulla scoperta della tomba di Tutankhamon nel 1923.